# Attilia Radice

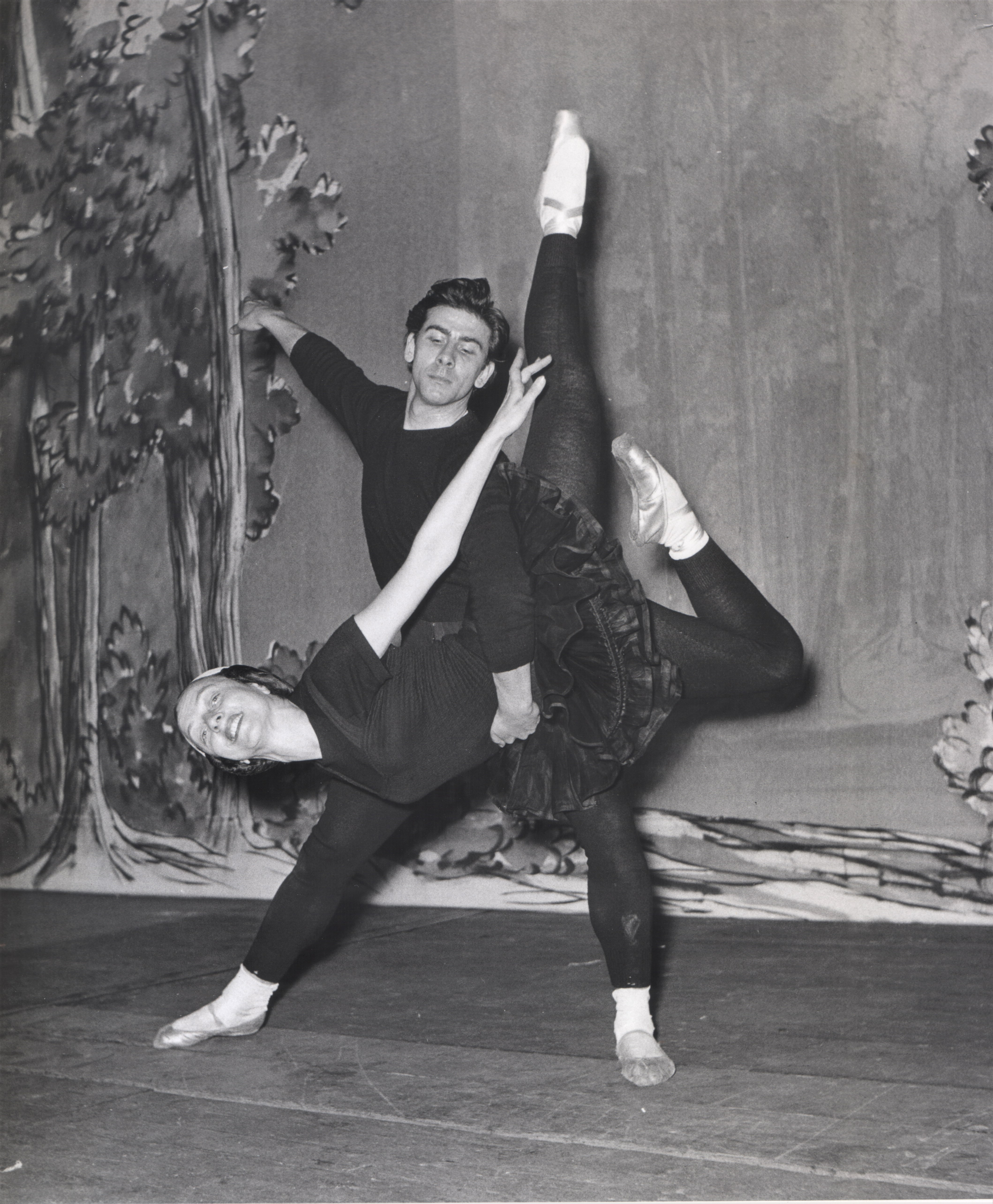
Repetition av Törnrosa med Guido Lauri, Roms Opera på 1950-talet.

Attilia Radice, född 1914 i Taranto, död 14 september 1980 i Capranica, var en italiensk ballerina. Hon utnämndes till Prima ballerina assoluta och är framförallt känd för de roller hon uruppförde på Operan i Rom.

## Biografi
Radice studerade vid La Scalas balettskola i Milano, bland annat under Enrico Cecchetti, och avlade examen där 1932. Hon anställdes i La Scalas danskompani samma år och gjorde sin debut i Léonide Massines föreställning Drottningen av Saba. Hon uppträdde sedan både i klassiska verk samt i 1930-talets italienska baletter inklusive Franco Vittadinis Vecchia Milano och Riccardo Pick-Mangiagallis Il carillon magico. Tack vare sin eleganta, uttrycksfulla stil blev hon snart Scalas prima ballerina.
Från 1935 anställdes hon av Roms operabalett, som gav henne titeln prima ballerina assoluta. Hon dansade där till 1957, framförallt med premiärdansaren Guido Lauri som sin partner. Radice uruppförde roller i verk koreograferade av Aurel Milloss, inklusive Bolero och Il carillon magico. Efter sin pension från kompaniet 1957 blev hon direktör för Roms balettskola fram till 1975, där hon förde vidare Cecchettis undervisning.
Attilia Radice dog i Capranica den 14 september 1980.
Följande baletter koreograferades för henne av Aurel Milloss:
- 1939: Petrusjka
- 1940: Prometheus varelser (Beethovens Die Geschöpfe des Prometheus)
- 1940: Våroffer
- 1941: Den förlorade sonen
- 1943: Bolero
- 1947: Orfeus
- 1956: Estro arguto